# Vouvray-sur-Loir
Pour les articles homonymes, voir Vouvray.
Vouvray-sur-Loir est une ancienne commune française, située dans le département de la Sarthe en région Pays de la Loire, peuplée de 788 habitants.
Le 1er octobre 2016, elle fusionne avec les deux communes de Château-du-Loir et de Montabon pour donner naissance à la nouvelle commune de Montval-sur-Loir qui prend le statut de commune nouvelle.
La commune fait partie de la province historique du Maine, et se situe dans le Haut-Maine.

## Géographie
Vouvray-sur-le-Loir est une commune du Haut-Anjou sarthois, surnommé le Maine angevin, située à 45 km au sud du Mans et 40 km au nord de Tours.

### Lieux-dits et écarts
- Coemont, où se trouve un pont médiéval sur le Loir.

### Communes limitrophes
| Château-du-Loir | Flée             |                        |
| Château-du-Loir | Vouvray-sur-Loir | Marçon                 |
|                 |                  | Dissay-sous-Courcillon |

## Histoire
Le prieuré de filles de Coëmon dépendait depuis 1040 (sa création) de l'abbaye du Ronceray d'Angers. Son nom a évolué au fil du temps, passant de prieuré des filles de la Madeleine de Courtamon, à Courthamon, Cour d'Hamon, ayant au départ l'orthographe Couëmont, Cohémont, puis Coëmon.
La paroisse dépendait de Château-du-Loir et du pays du Maine angevin.

## Politique et administration
| Période                                  | Période   | Identité               | Étiquette | Qualité |
| ---------------------------------------- | --------- | ---------------------- | --------- | ------- |
| ?                                        | mars 2001 | Marcel Négaret         |           |         |
| mars 2001                                | mars 2014 | Jean-Bernard Blanchard |           |         |
| mars 2014                                | En cours  | Gilles Gangloff        |           |         |
| Les données manquantes sont à compléter. |           |                        |           |         |

## Démographie
En 2021, la commune comptait 788 habitants. Depuis 2004, les enquêtes de recensement dans les communes de moins de 10 000 habitants ont lieu tous les cinq ans (en 2005, 2010, 2015, etc. pour Vouvray-sur-Loir) et les chiffres de population municipale légale des autres années sont des estimations.
| 1793 | 1800 | 1806  | 1821  | 1831  | 1836  | 1841  | 1846 | 1851 |
| ---- | ---- | ----- | ----- | ----- | ----- | ----- | ---- | ---- |
| 854  | 863  | 1 079 | 1 007 | 1 051 | 1 059 | 1 030 | 992  | 984  |

| 1856 | 1861 | 1866 | 1872 | 1876 | 1881 | 1886 | 1891 | 1896 |
| ---- | ---- | ---- | ---- | ---- | ---- | ---- | ---- | ---- |
| 862  | 846  | 810  | 799  | 742  | 747  | 770  | 792  | 801  |

| 1901 | 1906 | 1911 | 1921 | 1926 | 1931 | 1936 | 1946 | 1954 |
| ---- | ---- | ---- | ---- | ---- | ---- | ---- | ---- | ---- |
| 784  | 758  | 751  | 764  | 818  | 761  | 774  | 775  | 755  |

| 1962 | 1968 | 1975 | 1982 | 1990 | 1999 | 2005 | 2010 | 2015 |
| ---- | ---- | ---- | ---- | ---- | ---- | ---- | ---- | ---- |
| 795  | 711  | 792  | 844  | 836  | 857  | 839  | 796  | 785  |

| 2018 | - | - | - | - | - | - | - | - |
| ---- | - | - | - | - | - | - | - | - |
| 781  | - | - | - | - | - | - | - | - |

## Culture locale et patrimoine

### Lieux et monuments
- Église Saint-Martin, XIIe – XVIe siècles.

### Héraldique
| Blason de Vouvray-sur-Loir | Blason  | Coupé: au 1er de sinople à l'épée d'or versée en barre partageant un manteau du même, au 2e d'or à la guivre d'azur versée et ondoyante en pal; à la fasce d'azur bordée de deux filets d'argent et chargée de trois croisettes recroisetées au pied fiché d'or. |
| Blason de Vouvray-sur-Loir | Détails | |